# Lőrinczy Lajos
Lőrinczy Lajos (Nagyvárad, 1902. augusztus 2. – 1977) erdélyi magyar újságíró, író, színdarabszerző.

## Életútja
Szülővárosában felsőkereskedelmi iskolát végzett (1919), ipari pályára készült, újságíró volontőr a helybeli Magyar Hírlapnál (1921), a kolozsvári Előre ifjúsági lap munkatársa (1922), az erdélyi és bánsági sporthírlapírók szakszervezetének egyik alapítója, titkára, az aradi Munkakamara tanácsosa, az OMP kulturális szakosztályának vezetője. A Phöbus vasöntöde és gépgyár tisztviselője Nagyváradon.

## Írói munkássága
Novellái, karcolatai jelentek meg a Keleti Újság, Pásztortűz, Magyar Család, Nagyváradi Napló hasábjain, ez utóbbi közölte 1935-ben folytatásokban Horoszkóp című regényét is. Első irodalmi sikerét a Krampuszkirály a kirakatban című elbeszélésével aratta, ezt a Szigligeti Társaság I. díjjal tüntette ki. Népszerűek voltak egyfelvonásosai, így a Julcsi kisasszony lett (1928), a Kísértés és az Özvegy Petőfiné (1929).

## Kötetei
- Kivándorolt (elbeszélések, Nagyvárad, 1929)
- Égő határ (elbeszélés, Nagyvárad, 1929)